# Barack Obama, Sr.
Barack Hussein Obama (Alego, 18 de junho de 1936 – Nairobi, 24 de novembro de 1982) foi um economista queniano e pai do 44° presidente dos Estados Unidos, Barack Obama.

## Biografia

### Primeiros anos
Obama nasceu nos arredores do Lago Victoria, em Alego, Quênia. Ele era o filho de Onyango Hussein Obama (c. 1895-1979, morto em Alego) com sua segunda esposa, Akumu Habiba. Os membros de sua família, cristãos ou muçulmanos, faziam parte da etnia Luo, porém Obama era ateu. Ele foi criado em Nyang’oma Kogelo, e casou-se com dezoito anos em uma cerimônia tribal com Kezia Obama, com quem teve quatro filhos.

### Educação
De 1950 até 1953, Obama estudou na escola de Maseno, um colégio cristão. Sua professora descreveu Obama como muito forte, estável, confiável e amigável.
Com 23 anos, Obama cursou a Universidade do Havaí, morando com Kezia e seus filhos. Ele já havia passado pelo Islã e tornou-se um ateu ao chegar aos Estados Unidos. A filha de Obama, Auma, certa vez comentou que seu pai "nunca foi um muçulmano, embora tenha nascido em uma família muçulmana e com um nome muçulmano."
Em 21 de fevereiro de 1961, Obama se casou com a estudante Ann Dunham em Maui, no Havaí. Seu filho, Barack Obama II, nasceu em 4 de agosto de 1961. Dunham deixou a escola para cuidar de seu bebê. Mais tarde Obama se formou na Universidade do Havaí em junho de 1962, constantemente viajando para Cambridge, Massachusetts, onde começou a estudar na Universidade de Harvard. Depois do verão, seu filho Barack Obama II parou de visitar seus amigos em Mercer Island, Washington, e foi morar no subúrbio de Seattle.
Em Harvard, Obama conheceu uma professora americana chamada Ruth Nidesand. Ela o acompanhou quando ele retornou ao Quênia após ter recebido um grau de mestrado (M.A) em economia de Harvard em 1965. Mais tarde, Nidesand tornou-se sua terceira esposa e teve 2 filhos com ele antes de se divorciarem.

### Retorno ao Quênia
Retornando ao Quênia, Obama trabalhou em uma companhia de óleo e serviu como economista como Ministro de Transportes, depois tornou-se sénior em economia no Ministério de Finanças. Em 1965 Obama escreveu uma nota intitulada de "Problemas enfrentados pelo socialismo", publicado no East Africa Journal. O presidente eleito  Barack Obama II falou do conflito de seu pai com o presidente queniano Jomo Kenyatta.
Obama teve uma vida baseada em pobreza, da qual ele nunca se recuperou. Seu amigo, o jornalista queniano Philip Ochieng, descreveu Obama para um jornal como um homem com problemas de alcoolismo e com sintomas de depressão. Obama perdeu ambas as pernas em um acidente de carro. Ele morreu em 1982 em uma batida de automóvel, com 46 anos de idade, em Nairobi.
Obama está enterrado em Alego, no Quênia.